# Frauenrechte unter den Taliban

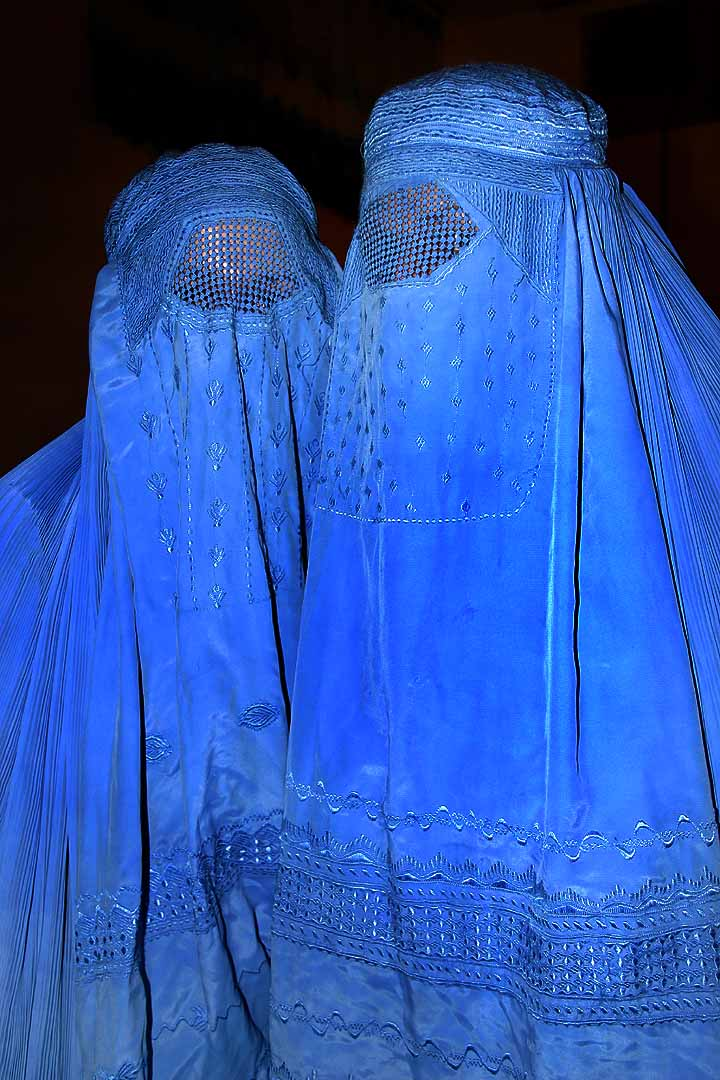
Afghanische Frauen mit Burka

Während der ersten Regierungszeit der Taliban im Islamischen Emirat Afghanistan von 1996 bis 2001 – mit begründeten Befürchtungen für eine erneute Bedrohung der Frauenrechte nach der Machtübernahme der Taliban 2021 – wurde das System der Taliban international besonders durch die Be- und Misshandlungen von Frauen bekannt. Das erklärte Ziel der Taliban war es, ein „sicheres Umfeld für die Frau zu schaffen, in der ihre Keuschheit und Würde wieder unantastbar ist“, was auf Glaubensvorstellungen basiert, denen gemäß eine Frau in Zurückgezogenheit („Parda“) leben solle.
Frauen wurden gezwungen, in der Öffentlichkeit die Burka zu tragen, weil, wie ein Sprecher der Taliban es ausdrückte, „das Gesicht der Frau eine Quelle der Korruption für die mit ihr nicht verwandten Männer ist“. Es wurde Frauen verboten, zu arbeiten und ab dem Alter von acht Jahren unterrichtet zu werden. Bis dato war der Unterricht auf die Lehren des Koran beschränkt. Frauen, die eine höhere schulische Ausbildung anstrebten, waren gezwungen, Schulen im Untergrund zu besuchen, wo sie und ihre Lehrer, falls entdeckt, die Todesstrafe riskierten. Frauen war es nicht gestattet, ohne einen männlichen Begleiter einen männlichen Arzt aufzusuchen, was dazu führte, dass viele Krankheiten unbehandelt blieben.
Nachdem die Taliban 2021 wieder an die Macht kamen, führten sie viele dieser Regelungen nach und nach wieder ein und ergänzten diese.
Im Jahr 2025 erließ der Internationale Strafgerichtshof mit dem Vorwurf Verbrechen gegen die Menschlichkeit wegen der Unterdrückung von Frauen in Afghanistan Haftbefehl gegen Taliban-Chef und Staatsoberhaupt des Emirats Afghanistan Hibatullah Achundsada und Afghanistans Obersten Richter Abdul Hakim Hakkani.

## 1996–2001

### Geschlechterpolitik

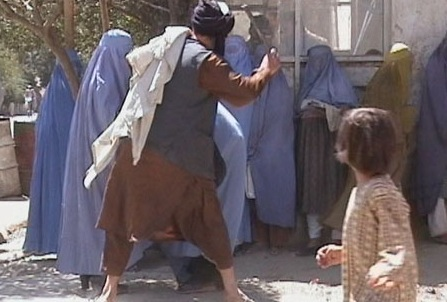
Ein Mitglied der Taliban-Religionspolizei schlägt in Kabul eine Frau (26. August 2001). Die Aufnahmen wurden von der RAWA (Revolutionäre Vereinigung der Frauen Afghanistans) gefilmt.

Die Geschlechterpolitik basierte auf folgenden Inhalten:
- Ab dem Alter von acht Jahren war es Frauen untersagt, mit Männern in direktem Kontakt zu stehen, die nicht mit ihnen blutsverwandt oder angeheiratet sind.[8]
- Frauen sollen nicht ohne einen männlichen Blutsverwandten und ohne Burka auf die Straße.
- Frauen sollen keine Schuhe mit hohem Absatz tragen, damit kein Mann die Schritte einer Frau hören und dadurch erregt werden könne.
- Frauen dürfen nicht laut in der Öffentlichkeit sprechen, da kein Fremder die Stimme einer Frau hören soll.[9]
- Alle Fenster im Erdgeschoss und im ersten Stock sollen zugemalt oder abgeschirmt werden, um zu vermeiden, dass Frauen in ihren Wohnungen von der Straße aus gesehen werden könnten.
- Das Fotografieren oder Filmen von Frauen ist strengstens verboten, genau wie das Zurschaustellen von Bildern mit weiblichen Personen in Magazinen, Büchern, Zeitungen, Geschäften oder im eigenen Heim.
- Ortsnamen, die das Wort „Frau“ beinhalten, müssen geändert werden (Ein Beispiel: „Frauengarten“ wurde zu „Frühlingsgarten“ umbenannt).
- Es ist Frauen nicht gestattet, sich auf der Terrasse oder dem Balkon ihrer Wohnung bzw. ihres Hauses aufzuhalten.
- Verbannung der Frau von Radio, TV und öffentlichen Versammlungen jeglicher Art.[10]

### Kleidungsregeln
Farbenfrohe Kleidung wurde verbannt, da sie als sexuell attraktiv angesehen wurde. Ein Erlass der Taliban aus dem Jahre 1996 besagt: „Wenn sich Frauen mit modischer, geschmückter, enger und reizvoller Kleidung außer Haus zeigen, werden sie von der Islamischen Scharia verdammt, und kommen niemals in den Himmel.“ Auch das Auftragen von Nagellack wurde verboten.

### Mobilität
Die Regelung der Taliban, was öffentliches Auftreten betraf, schränkte die Freiheit der Frau außerhalb ihres Heims enorm ein. Besonders schwierig war es für diejenigen, die sich keine Burka leisten konnten oder keinen Mahram (männlichen Verwandten, der sie begleiten konnte) hatten. Diese Frauen standen regelrecht unter Hausarrest. Eine Frau, die von den Taliban schwer verprügelt wurde, weil sie alleine auf der Straße lief, erklärte: „Mein Vater fiel im Krieg … Ich habe keinen Ehemann, keinen Bruder und keinen Sohn. Wie soll ich leben, wenn ich nicht alleine aus dem Haus gehen darf?“
Ein Außendienstarbeiter der NGO Terre des hommes wurde im größten staatlichen Waisenhaus Taskia Maskan in Kabul Zeuge der Auswirkungen, die diese Einschränkungen der Mobilität der Frau mit sich brachten. Nachdem die weiblichen Angestellten von ihren Aufgaben entbunden wurden, waren die circa 400 Mädchen, die in dieser Institution lebten, ein ganzes Jahr lang eingesperrt. Verordnungen, welche die Mobilität der Frau betrafen, lauteten:
- Verbot der Frau, ein Fahrrad oder Motorrad zu fahren, selbst mit ihrem Mahram
- Verbot der Frau, ohne ihren Mahram ein Taxi zu nehmen
- Einführung getrennter Busbetriebe, um das Reisen von Männern und Frauen in ein und demselben Bus zu verhindern[9]

### Arbeit
Die Taliban stimmten den früheren afghanischen Gesetzesbestimmungen nicht zu, die die Einstellung von Frauen an einem Arbeitsplatz gemischter Geschlechter erlaubte. In ihren Augen war dies ein Verstoß gegen Parda und Scharia. Am 30. September 1996 erließen die Taliban, dass alle Frauen vom Arbeitsplatz verbannt werden. Es wurde geschätzt, dass 25 Prozent der Regierungsangestellten weiblich waren. Mit dem Verlust anderer Sektoren vereint, waren Tausende von Frauen von dem Erlass betroffen. Dies hatte verheerende Auswirkungen auf das Haushaltseinkommen, besonders in schutzlosen oder von Witwen geführten Familien, die in Afghanistan weit verbreitet waren.
Grundschulen, die nicht nur Mädchen unterrichteten, wurden in Kabul geschlossen, da fast alle Grundschullehrer weiblich waren. Tausende gebildete Familien flohen aus Kabul nach Pakistan, nachdem die Taliban die Stadt 1996 übernommen hatten. Unter denjenigen, die in Afghanistan blieben, erhöhte sich die Zahl der Mütter, die mit ihren Kindern betteln gehen mussten, da der Verlust des Einkommens ihre Familien an den Rand der sozialen Existenz versetzte.
Der oberste Führer der Taliban, Mohammed Omar, sicherte weiblichen Beamten und Lehrern eine Abfindung von umgerechnet 4,50 Euro im Monat zu, doch dies nur für eine begrenzte Zeit. Ein Vertreter der Taliban erklärte: „Dass die Taliban 30.000 arbeitslosen Frauen, die nun bequem zu Hause sitzen, eine monatliche Abfindung zahlen soll, ist ein Peitschenhieb in den Augen all jener, die die Taliban in Bezug auf Frauenrechte diffamieren wollen. Diese Leute versuchen mit haltloser Propaganda die Frauen von Kabul gegen die Taliban aufzuhetzen.“
Die Taliban unterstützten den Erhalt der Sippe (Großfamilie), oder die Zakat (Almosensteuer), damit Frauen nicht arbeiten müssten. Doch Jahre des Konflikts führten dazu, dass Kleinfamilien sich kaum ernähren konnten, geschweige denn weitere Familienmitglieder versorgen. Die Gesetzgebung war Männersache, wie zum Beispiel die Nahrungsmittelhilfe, die nur von einem männlichen Verwandten entgegengenommen werden durfte. Die Möglichkeit, dass eine Frau gar keine männlichen Verwandten haben könnte, wurde von Außenminister Mullah Ghaus abgewiesen. Er war überrascht, dass solch ein kleiner Teil der afghanischen Bevölkerung international für so viel Aufmerksamkeit und Bedenken sorgte. Für Frauen in ländlichen Gebieten änderte sich kaum etwas, da ihr Leben von unbezahlter heimischer, landwirtschaftlicher und reproduktiver Arbeit geprägt war.
Weibliches Personal im Gesundheitswesen wurde vom Erwerbsverbot freigestellt, doch mussten in diesem Sektor beschäftigte Frauen unter weitaus beschränkteren Umständen arbeiten. Die Strapazen, zum Arbeitsplatz in einem geschlechtergetrennten Bussystem und unter ständiger Belästigung zu fahren, waren für einige Frauen zu viel, und sie gaben ihren Beruf letztlich freiwillig auf. Diejenigen, die blieben, lebten in Angst vor dem Regime und zogen es vor, unter der Woche im Krankenhaus zu wohnen, um sich so wenig wie möglich den Taliban aussetzen zu müssen.
Die Stadt Herat war besonders von der Auflösung der Frauenrechte durch die Taliban betroffen. Herat war vor 1995 eine der weltoffeneren und aufgeschlosseneren Gegenden Afghanistans. Frauen war es gestattet, in einer begrenzten Anzahl von Tätigkeitsbereichen zu arbeiten, doch das wurde von der Obrigkeit der Taliban unterbunden. Der neue Gouverneur von Herat, Mullah Razzaq, erteilte Frauen den Befehl, nicht an seiner Dienststelle vorbeizugehen, da er Bedenken hatte, dadurch abgelenkt zu werden.

### Bildung
Die Taliban gaben an, ihrer islamischen Pflicht nachzukommen und Jungen sowie Mädchen gleichermaßen auszubilden. Trotzdem erließen die Taliban das Verbot, Mädchen über acht Jahre zu unterrichten. Maulvi Kalamadin bestand darauf, dass dies nur eine zeitlich befristete Verfügung sei und dass Mädchen und Frauen wieder zur Schule bzw. zur Arbeit gehen könnten, sobald Einrichtungen und Straßen ausreichend abgesichert wären, um den Kontakt zwischen den Geschlechtern zu vermeiden. Die Taliban wollten die vollständige Kontrolle über Afghanistan, bevor sie sich an die Ulemagelehrten wenden würden, um den Inhalt des neuen Lehrplans zu beschließen, der die islamische, jedoch für die Taliban inakzeptable Mudschahedversion ersetzen sollte.
Die Taliban verlangten Zeit, damit sie ihr Ziel erreichen konnten. Sie kritisierten die internationalen Hilfsorganisationen für ihre Forderung, die Rechte der Frauen mit sofortiger Wirkung wiederherzustellen. Die Taliban begründeten ihre Vorgehensweise in einem iranischen Interview mit: „Kein anderes Land gibt den Frauen die Rechte, die wir ihnen geben. Wir geben Frauen die Rechte, die Gott und sein Prophet ihnen erteilten, nämlich dass sie zu Hause bleiben und die religiöse Unterweisung in Hidschab erhalten sollen.“
Das Arbeitsverbot wirkte sich besonders verheerend im Bildungswesen aus. Allein in Kabul waren 106.256 Mädchen, 148.223 Jungen und 8.000 Studentinnen betroffen. 7.793 Lehrerinnen wurden entlassen, was die Bildung lähmte und die Schließung von 63 Schulen aus Mangel an Pädagogen veranlasste. Manche Frauen gründeten geheime Schulen, wie zum Beispiel die Goldene-Nadel-Nähschule. Die Schüler, Eltern und Lehrer waren sich dabei über die Konsequenzen, falls die Taliban sie entdeckten, völlig klar.

### Medizinische Versorgung
Vor der Machtergreifung durch die Taliban war es männlichen Ärzten gestattet, Frauen in Krankenhäusern zu behandeln, doch wurde bald der Erlass eingeführt, dass es keinem männlichen Arzt erlaubt sei, den Körper einer Frau unter dem Vorwand einer Beratung zu berühren. Durch die Verringerung weiblichen Personals im Gesundheitswesen mussten viele Frauen für eine Behandlung weite Strecken reisen, während die Zahl der Frauenkliniken schwand.
In Kabul richteten manche Frauen in ihren Heimen provisorische Kliniken ein, um die Familie und Nachbarn zu verarzten, doch Medikamente konnten nur schwer beschafft werden und ihre Wirksamkeit war nicht garantiert. Viele Frauen litten Schmerzen oder verstarben vorzeitig, da sie nicht behandelt wurden. Nur Frauen, die das nötige Geld und die Unterstützung ihres Mahram hatten, konnten sich in Pakistan medizinisch versorgen lassen.
Im Oktober 1996 wurden Frauen vom traditionellen Hamam (öffentliches Bad) ausgeschlossen, da soziale Kontakte als unislamisch galten. Dieses kostengünstige Recht auf heißes Wasser genossen besonders Frauen, und es war eine wichtige Einrichtung in einer Nation, in der nur wenige Menschen fließendes Wasser zur Verfügung haben. Die UN prognostizierte daher einen Anstieg der Krätze und Vaginalinfektionen bei Frauen, denen die Körperhygiene wie auch der Zugang zur medizinischen Versorgung verweigert wird. Nasrine Gross, eine afghanisch-amerikanische Schriftstellerin, äußerte sich dazu 2001: „dass viele Afghanerinnen schon seit vier Jahren nicht zu ihrem Gott beten konnten, da der Islam einer Frau das Beten verbietet, wenn sie sich nicht nach ihrer Monatsblutung gebadet hat.“ Im Juni 1998 sperrten die Taliban den Frauen den Zugang zu Allgemeinkrankenhäusern in der Hauptstadt. Zuvor konnten sie auf einer Station, die ausschließlich Frauen vorbehalten war, behandelt werden. Somit blieb nur noch eine einzige Klinik in Kabul übrig, die von Frauen aufgesucht werden konnte.
Häufig fehlt Frauen auch aus dem Grunde der Zugang zu notwendiger und rechtzeitiger medizinischer Versorgung, weil ihnen ohne Begleitung durch ihren Ehemann oder einen männlichen Mahram die Anfahrt zum Krankenhaus untersagt ist. Krankenhäuser haben von einer erhöhten Sterblichkeit von Müttern und Neugeborenen berichtet.

### Erzwungene Zurückgezogenheit
Die erzwungene Zurückgezogenheit der Frauen löste oft Stress, Isolation und Depressionen aus, was die Harmonie in der Familie aus dem Gleichgewicht brachte. Eine Umfrage unter 160 Frauen ergab, dass 97 Prozent Symptome einer schweren Depression aufwiesen. 71 Prozent klagten über eine Verschlechterung ihres körperlichen Wohlbefindens. Latifa, eine Kabuler Schriftstellerin, schrieb:

„Die Wohnung gleicht einem Gefängnis oder Krankenhaus. Die Stille lastet schwer auf uns allen. Da niemand von uns etwas macht, haben wir auch nichts, worüber wir reden können. Unfähig, unsere Gefühle preiszugeben, ziehen wir uns in unsere eigene Angst und Verzweiflung zurück. Da wir alle im gleichen schwarzen Loch sitzen, ist es sinnlos, immer und immer wieder zu wiederholen, dass wir nicht klar sehen können.“

Die Revolutionäre Vereinigung der Frauen Afghanistans (RAWA) widmete sich speziell diesen Problemen. Die Organisation wurde von Meena Keshwar Kamal gegründet, die 1987 im Alter von 30 Jahren ermordet wurde.

### Strafen
Strafen wurden meistens öffentlich vollzogen, entweder als feierliche Spektakel in Sportstadien und auf Marktplätzen oder als spontane Prügel auf der Straße. Zivilisten lebten in Angst vor harten Strafmaßnahmen; Frauen, die Verordnungen missachteten, wurden oft Opfer von Gewalt.
Beispiele:
- Im Oktober 1996 schnitt man einer Frau die Kuppe ihres Daumens ab, weil sie Nagellack trug.[8]
- Im Dezember 1996 meldete Radio Scharia, dass 225 Frauen aus Kabul festgenommen und bestraft wurden, weil sie die Kleidungsverordnung nach der Scharia missachteten. Die Verurteilung wurde vom Tribunal weitergegeben, und die Frauen erhielten Peitschenhiebe auf Beine und Rücken.[21]
- Im Mai 1997 wurden fünf weibliche CARE International Angestellte, die mit der Autorisierung des Innenministeriums Studien für ein Nothilfsprogramm durchführten, von Mitgliedern der Religionspolizei aus ihrem Auto gezwungen. Die Garden benutzten eine Beschallungsanlage, um sie zu beleidigen und zu drangsalieren, bevor sie die Frauen mit Metallstäben und Lederpeitschen von 1,5 Metern Länge schlugen.[2]

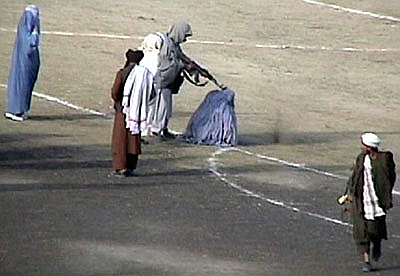
Öffentliche Hinrichtung einer Frau namens Zarmeena durch die Taliban im Ghazi-Stadion, Kabul, 16. November 1999.

- 1999 wurde eine Mutter von sieben Kindern vor 30.000 Zuschauern in Kabuls Ghazi-Stadion hingerichtet, weil sie ihren gewalttätigen Ehemann ermordet hatte (siehe Bild rechts). Sie wurde drei Jahre lang gefangengehalten und vor ihrer Hinrichtung ausgiebig gefoltert. Um ihre Tochter zu schützen (Berichten zufolge die eigentliche Straftäterin), weigerte sie sich dennoch, auf Unschuld zu plädieren.[23]
- Als die Taliban durch eine Razzia eine Frau entdeckten, die heimlich in ihrer Wohnung eine Schule leitete, schlugen sie die Schüler und Schülerinnen, warfen die Lehrerin die Treppe hinunter und inhaftierten sie. Die Taliban drohten ihr, ihre Familie öffentlich zu steinigen, sollte sie sich weigern, eine schriftliche Erklärung der Treue zur Taliban und deren Gesetze zu unterschreiben.[17]
- Der noch jugendlichen Bibi Aisha wurden 2009[24] von ihrem Ehemann und Mitglied der Taliban Nase und Ohren abgeschnitten, weil sie vor ihrem gewalttätigen Schwiegervater und dessen Familie geflüchtet war. 2010 erhielt sie von Ärzten in Los Angeles eine Nasenepithese.[25] Ein Porträt der 18-Jährigen wurde als Pressefoto des Jahres 2010 ausgezeichnet.[24]

## Seit 2021
Im September 2021 erließen die Taliban eine Niqabpflicht für Frauen an Hochschulen.
Schülerinnen der siebten bis zwölften Schulklasse wurden auf unbestimmte Zeit vom Schulunterricht ausgeschlossen. Das zuvor in Kabul befindliche Frauenministerium wurde abgeschafft; stattdessen wurde in dem Gebäude das Ministerium zur Erhaltung der Tugend und Unterdrückung des Lasters eingerichtet. Dessen Religionspolizei hatte Frauen während des ersten Taliban-Regimes 1996 bis 2001 brutal unterdrückt.
Ende Dezember 2021 gab der Sprecher der Taliban-Regierung bekannt, dass in einem Auto mitfahrende Frauen einen Hidschāb zu tragen haben. Ab einer Reiseentfernung von rund 72 Kilometern sei zudem eine männliche Begleitperson vorgeschrieben.
Hatten die Taliban im März 2022 angekündigt, Mädchen den Besuch von weiterführenden Schulen (Sekundarstufe I und II) zu erlauben, änderten die Taliban noch im selben Monat ihre Bildungspolitik und schlossen die Mädchenschulen für alle Kinder ab 13 Jahren. Unterricht für die Mädchen ab jener Altersgruppe findet daher, wenn überhaupt, nur durch Ehrenamtliche im Geheimen statt.
Im Mai 2022 wurde die Verschleierung für Frauen wieder überall außerhalb ihrer Wohnung verpflichtend. Die Gesichter der Schaufensterpuppen, die Frauen darstellen sollen, sind spätestens seit 2023 in Afghanistan verhüllt.
Seit November 2022 ist Frauen in der Hauptstadt Kabul der Aufenthalt in öffentlichen Parks, Fitnessstudios und Freizeitparks auf Weisung der Taliban verboten.
Im Dezember 2022 verboten die Taliban Frauen das Studieren an Hochschulen. Außerdem erließen sie ein Dekret, das weibliche Angestellte aus allen Nichtregierungsorganisationen in Afghanistan verbannt.
Spätestens im Jahr 2023 hatten die Taliban die ärztliche Behandlung von Frauen durch männliche Ärzte untersagt und Frauen die Ausübung der meisten Berufe verboten, was viele in bittere Armut stürzte oder die bereits bestehende Armut noch verschlimmerte. Spätestens seit 2023 dürfen Frauen in einigen Regionen Afghanistans nur noch an der Seite eines Mannes und nur an bestimmten Tagen überhaupt das Haus verlassen.
In seinem am 6. März 2023 vorgestellten Bericht zur Menschenrechtssituation in Afghanistan beschrieb Richard Bennett, UN-Sonderbeauftragter für Afghanistan, die Lage dort als Gender Apartheid. Am 6. April 2023, verboten die Taliban den Frauen auch, für die Vereinten Nationen zu arbeiten, was bisher eine Ausnahme gewesen war. Anfang Juli 2023, ordnete das für „Tugenden und Laster“ zuständige Ministerium an, dass alle Kosmetik- und Friseursalons für Frauen mit einer Frist bis zum 26. Juli geschlossen werden müssen und darüber ein Bericht einzureichen sei.
Im Sommer 2023 berichtete die Konrad-Adenauer-Stiftung (KAS) aus einem Treffen mit den Taliban, dass es innerhalb der Talibanführung unterschiedliche Auffassungen über die politische Ausrichtung des Landes gibt. Während ein Teil für die Öffnung von Schulen für Mädchen sei, befürchte der andere dadurch den Rückhalt in der Bevölkerung zu verlieren. Das von den Taliban erlassene Schulverbot für Mädchen werde in der Gesellschaft durch informelle Schulen und Privatlehrer hintergangen, was die Taliban wüssten und tolerierten, da Privatlehrer selbst von manchen Taliban für die Bildung eigener Töchter herangezogen werden.
Im Sommer 2024 verboten die Taliban Frauen in der Öffentlichkeit zu singen, Gedichte zu rezitieren oder laut zu sprechen oder zu lesen, da ihre Stimmen als zu intim gelten. Außerdem wurde Frauen auferlegt sich in Gegenwart von Männern, mit denen sie nicht direkt verwandt sind, vollständig zu verschleiern.
Ende 2024 wurde vorgeschrieben, dass Neubauten so gebaut werden müssen, dass Frauen nicht von außen durch Fenster (z. B. Küchenfenster) zu sehen sind. Bei Bestandsbauten sollen die Eigentümer zum entsprechenden Umbau „ermutigt“ werden.